# بونيون كلخي
البونيون الكلخي (باللاتينية: Bunium ferulaceum) نوع نباتي ينتمي إلى جنس البونيون من الفصيلة الخيمية. سمي نسبة إلى جنس الكلخ (باللاتينية: Ferula).

## الموئل والانتشار
موطن هذا النوع بلاد الشام وتركيا وبعض مناطق البلقان.

## مرادفات للاسم العلمي
- (باللاتينية: Apium ferulaceum (Sm.) Caruel)
- (باللاتينية: Bunium brachycarpum (Boiss.) Freyn & Sint.)
- (باللاتينية: Bunium creticum Mill.)
- (باللاتينية: Bunium divaricatum Bertol.)
- (باللاتينية: Bunium ferulaceum var. brachycarpum (Boiss.) H.Wolff)
- (باللاتينية: Bunium ferulaceum f. pumilum (Chaub. & Bory) H.Wolff)
- (باللاتينية: Bunium ferulifolium Desf.)
- (باللاتينية: Bunium ferulifolium f. pumilum Chaub. & Bory)
- (باللاتينية: Bunium majus M.Bieb.)
- (باللاتينية: Carum brachycarpum Boiss.)
- (باللاتينية: Carum divaricatum W.D.J.Koch)
- (باللاتينية: Carum ferulaceum (Sm.) Janch.)
- (باللاتينية: Carum ferulifolium (Desf.) Boiss.)